# 马蒂娜·格拉埃尔
马蒂娜·索菲亚蒂·格拉埃尔（葡萄牙語：Martine Soffiatti Grael，1991年2月12日—）生于里约热内卢州尼泰罗伊，是一名巴西女子帆船运动员，主攻49人FX型。她的父亲Torben、叔父Lars和哥哥Marco都是帆船选手，且都参加过奥运会。马蒂娜也受长辈的影响在四岁时开始接触帆船。她最初练习的是Optimist型，她与后来的搭档卡埃娜·孔泽在13岁时首次见面，两人在Optimist型比赛上互相竞争，后来两人转攻420型，成为搭档，并在2009年世界青年锦标赛获得冠军，再后来两人暂时拆对，其中马蒂娜一度与Isabel Swan搭档参加470型比赛，2012年伦敦奥运后，马蒂娜与孔泽再度组成搭档，转攻49人FX型。